# Anders Sparrman
Vous lisez un « bon article » labellisé en 2021.
Anders Erikson Sparrman, né le 27 février 1748 à Tensta (province d'Uppland) et mort le 9 août 1820 à Stockholm, est un médecin, naturaliste et abolitionniste suédois.
Élève de Carl von Linné à l'université d'Uppsala, Anders Sparrman a effectué plusieurs voyages en Afrique et en Asie. Encore étudiant, il s'est rendu à Canton à bord d'un navire de la Compagnie suédoise des Indes orientales. Il a ensuite séjourné au Cap et a étudié la flore et surtout la faune de la région. Depuis le Cap, il a également pris part au deuxième voyage de James Cook en tant qu'assistant botaniste et a ainsi été l'un des deux disciples de Linné à avoir effectué le tour du monde. 
De retour en Suède, il exerce les fonctions de conservateur des collections de l'Académie royale des sciences de Suède à Stockholm. Dans le cadre de ces fonctions, il participe à une expédition en Afrique de l'Ouest. Si elle constitue un échec du point de vue scientifique, cette expédition permet à Sparrman de se renseigner sur la question de l'esclavagisme. À son retour en Europe, Sparrman témoigne devant la Commission du commerce britannique en faveur de l'abolition de l'esclavage.
En Suède, il reprend son poste à l'Académie pendant une dizaine d'années, exerce différentes fonctions au Collegium Medicum de Stockholm, puis passe les dernières années de sa vie en exerçant comme médecin des pauvres dans le quartier de Klara. En tant qu'écrivain, Anders Sparrman a notamment publié un récit de son séjour en Afrique du Sud et de son voyage autour du monde avec James Cook.

## Biographie

### Jeunesse

#### Famille et formation
Anders Sparrman est le fils d'un pasteur et détenteur d'un master en philosophie, Éric Sparrman, et de Brita Högbom,. Il naît le 16 février 1748 dans la paroisse de Lena, puis ses parents s'établissent à Tensta, dans la province d'Uppland, où le père devient pasteur. À partir de l'âge de neuf ans, il étudie à l'université d'Uppsala, alternant toutefois avec des périodes d'éducation à la maison,. En 1762, âgé de 14 ans, il entame des études de médecine et est dès lors étudiant à plein temps,. Il y reçoit notamment les enseignements du naturaliste Carl von Linné, à partir d'une date non connue exactement,. De 1763 à 1765, il assiste ce dernier dans ses (vaines) tentatives de naturaliser en Suède des arbres à thé ramenés de Chine par le capitaine Carl Gustaf Ekeberg. Il poursuit ses études de médecine après son retour de Chine et son inscription à la Société de chirurgie en 1770,,. S'il passe de premiers examens en 1770, il ne réalise toutefois pas son doctorat. 

#### Voyage en Chine (1765-1767)

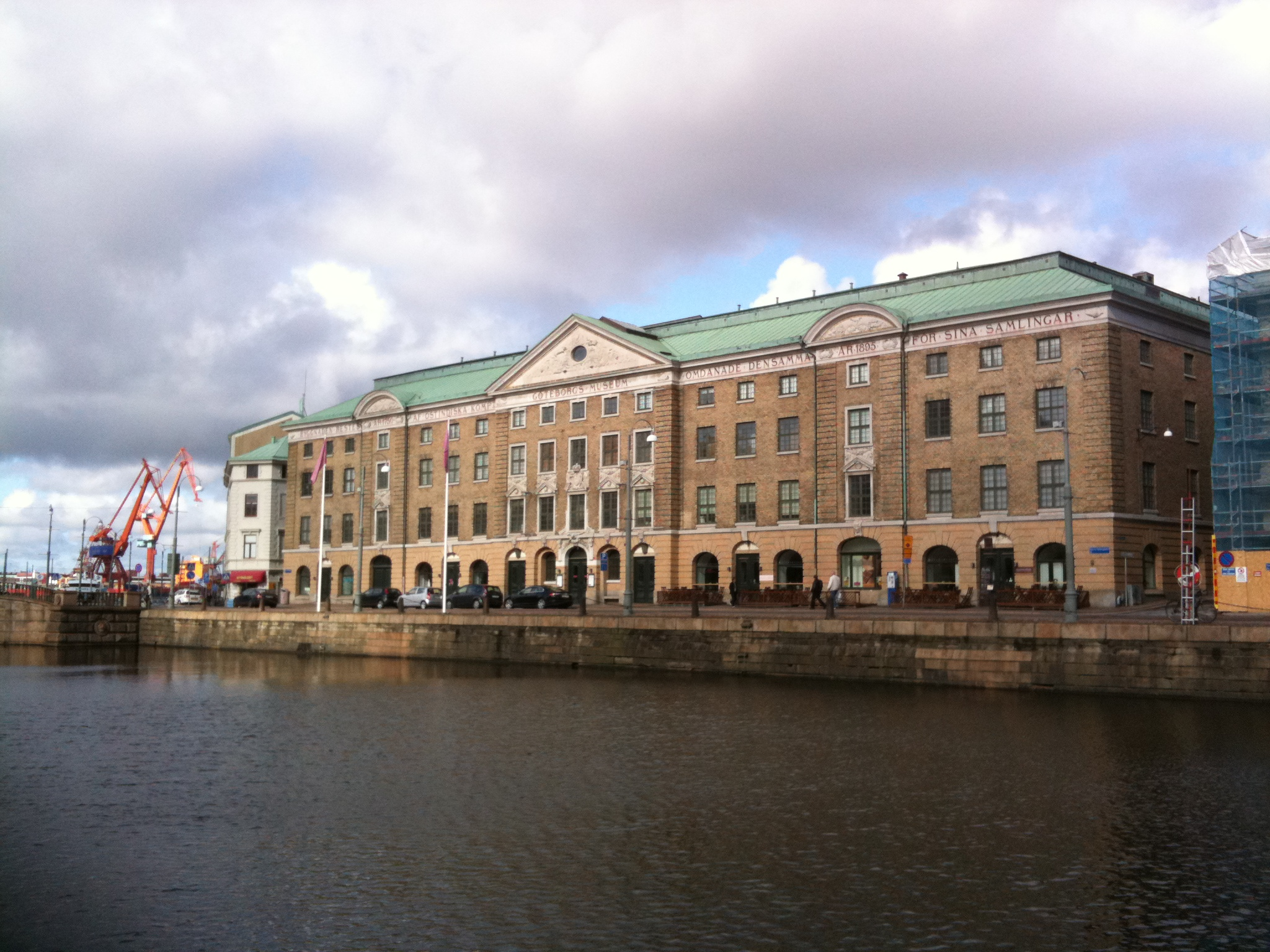
Siège de la Compagnie suédoise des Indes orientales à Göteborg.

Le 28 décembre 1765, peu après le décès de son père, il interrompt momentanément ses études et part pour un voyage en Chine d'un navire de la Compagnie suédoise des Indes orientales commandé par Carl Gustaf Ekeberg,,. 
Son rôle exact pendant le voyage sur le bateau reste peu clair. Si plusieurs auteurs disent que Sparrman en a été le médecin de bord,, Kenneth Nyberg fait remarquer que cette indication n'apparait pour la première fois que dans sa biographie posthume rédigée par l'Académie royale des sciences de Suède et que, dans les registres de la Compagnie, il est qualifié de matelot. Rolf Du Rietz pense lui que ni la fonction de médecin, ni celle de matelot ne sont probables et que Sparrman a plutôt été considéré à bord comme un "jeune gentleman". Sparrman lui-même dit dans l'oraison funèbre qu'il prononce après le décès d'Ekeberg avoir été le cadet à bord du bateau.
Il semble que ce voyage est rendu possible par des liens de voisinage. La propriété d'Ekeberg dans le village d'Altomta est en effet située à côté du domicile des Sparrman, dont il est certainement proche. Selon Sparrman, c'est Ekeberg qui lui a donné l'envie de réaliser de grands voyages, envie que ce voyage en Chine viendra confirmer. Bien plus tard, en 1790, il prononcera l'oraison funèbre d'Ekeberg à l'Académie. Ekeberg est le premier des protecteurs dont bénéficiera Sparrman et il a de grandes connaissances des sciences naturelles et est membre de l'Académie royale des sciences de Suède,. Cette dernière souhaite enrichir ses collections botaniques et zoologiques avec de nouveaux spécimens d'extrême Orient. Sparrman, grâce à ses connaissances acquises à l'université, peut donc se rendre utile à la fois sur le navire et à terre. Le bateau fait escale à Java à l'aller et à Sainte-Hélène et à l'île de l'Ascension au retour. Il ramène des plantes et des animaux, essentiellement des insectes, tant de Chine que de Java. En 1768, il décrit son voyage à Canton dans une thèse réalisée pro exercitio sous la direction de Linné et intitulée Iter in Chinam,. Les résultats scientifiques du voyage sont modestes et cette thèse consiste essentiellement à énumérer et à décrire brièvement des plantes, des papillons et d'autres espèces animales observés pendant le voyage.

### Séjours au Cap et voyage avec James Cook

#### Premier séjour au Cap (1772)
Ekeberg obtient de la Compagnie néerlandaise des Indes orientales qu'elle autorise Anders Sparrman à effectuer des recherches d'histoire naturelle dans la colonie du Cap. Ekeberg pourrait avoir agi auprès de cette compagnie sur demande de Linné, mais il n'est probablement pas pour rien dans le choix de Sparrman pour cette mission, celui-ci ne s'étant jusque-là pas particulièrement distingué parmi les élèves de Linné,. Sparrman, qui n'a que très peu d'argent, obtient un poste de précepteur chez J. F. Kirsten, un riche colon, d'abord à Simon's Town, puis à Alphen, grâce à une lettre de recommandation de Linné et, au soutien d'Ekeberg. Il voyage à bord du Stockholms Slott, un navire de la Compagnie suédoise des Indes orientales, partant de Göteborg en janvier 1772 et arrivant au Cap en avril 1772,. Le voyage lui-même est offert par la Compagnie, sur demande d'Ekeberg et de Linné. Il retrouve au Cap le naturaliste Carl Peter Thunberg, un autre apôtre de Linné avec qui il avait étudié à Uppsala et qui est alors au service de la Compagnie néerlandaise des Indes orientales. Toutefois, contraint de travailler pour gagner sa vie, Sparrman ne peut consacrer qu'un temps limité à la botanique et à la zoologie. Il réalise tout de même des excursions avec Thunberg autour du Cap et une excursion de huit jours en direction de Paarl avec Franz Pehr Oldenburg, lui aussi ancien élève de Linné,. Dès ce premier séjour au Cap, il apparait clairement que Sparrman est davantage intéressé par la zoologie et l'ethnographie que par la botanique.  

#### Circumnavigation avec James Cook (1772-1775)

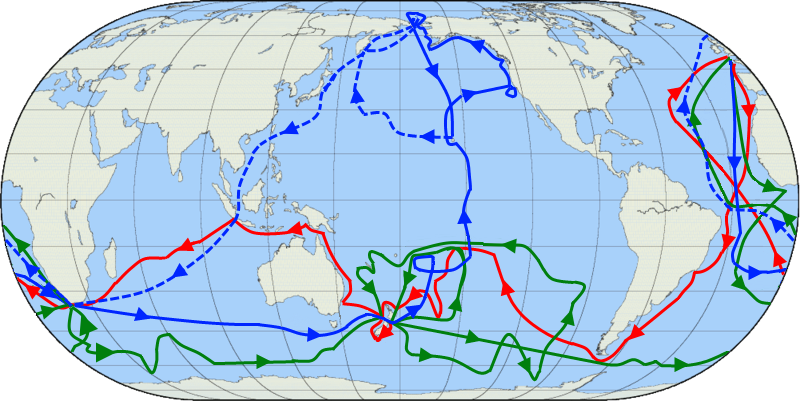
Itinéraire du deuxième voyage de James Cook en vert.

Lorsque James Cook arrive en octobre 1772, au début de son deuxième voyage dans le Pacifique qui a pour but de déterminer si la Terra Australis existe, Johann Reinhold Forster et son fils Georg, deux naturalistes qui participent à l'expédition, rendent visite à Sparrman et lui proposent de l'engager comme assistant,,. Sparrman hésite et décide finalement d'accepter d'une part parce que d'autres naturalistes sont également présents au Cap et d'autre part parce qu'il pense qu'un Suédois doit participer à ce voyage. Il prend donc part au deuxième voyage de James Cook, quittant le Cap le 22 novembre 1772 et voyageant successivement en Nouvelle-Zélande, en Polynésie, à l'île de Pâques et à la pointe méridionale de l'Amérique du Sud,. Il est ainsi, avec Daniel Solander, l'un des deux disciples de Linné à avoir accompli le tour du monde. 
Du point de vue de la botanique, les découvertes sont moins riches que pendant le premier voyage de James Cook, au cours duquel la côte australienne avait été explorée. Par ailleurs, la part du travail réalisé par Sparrman dans le domaine de la botanique est difficile à estimer puisque ces travaux sont réalisés en commun avec les Forster et qu'il ne publie par la suite pas d'articles scientifiques à ce sujet,. Dans l'introduction de son Characteres generum plantarum paru en 1776, Johann Reinhold Forster précise toutefois que Sparrman a décrit les plantes découvertes pendant l'expédition, que Georg Forster les a dessinées et que lui-même s'est consacré exclusivement aux descriptions d'animaux. Sparrman découvre par ailleurs plusieurs espèces d'oiseaux pendant ce périple. 
Sur l'île polynésienne d'Huahine, il est attaqué par des autochtones, peut-être parce qu'il a tué des oiseaux considérés comme sacrés ou parce qu'ils souhaitaient s'emparer de ses habits. Le 21 mars 1775, il revient au Cap,,. Les collections naturalistes rassemblées pendant le voyage sont divisées entre Sparrman et les Forster. La part de Sparrman est rapatriée en Suède aux frais de l'Académie royale des sciences de Suède.

#### Second séjour au Cap (1775-1776)

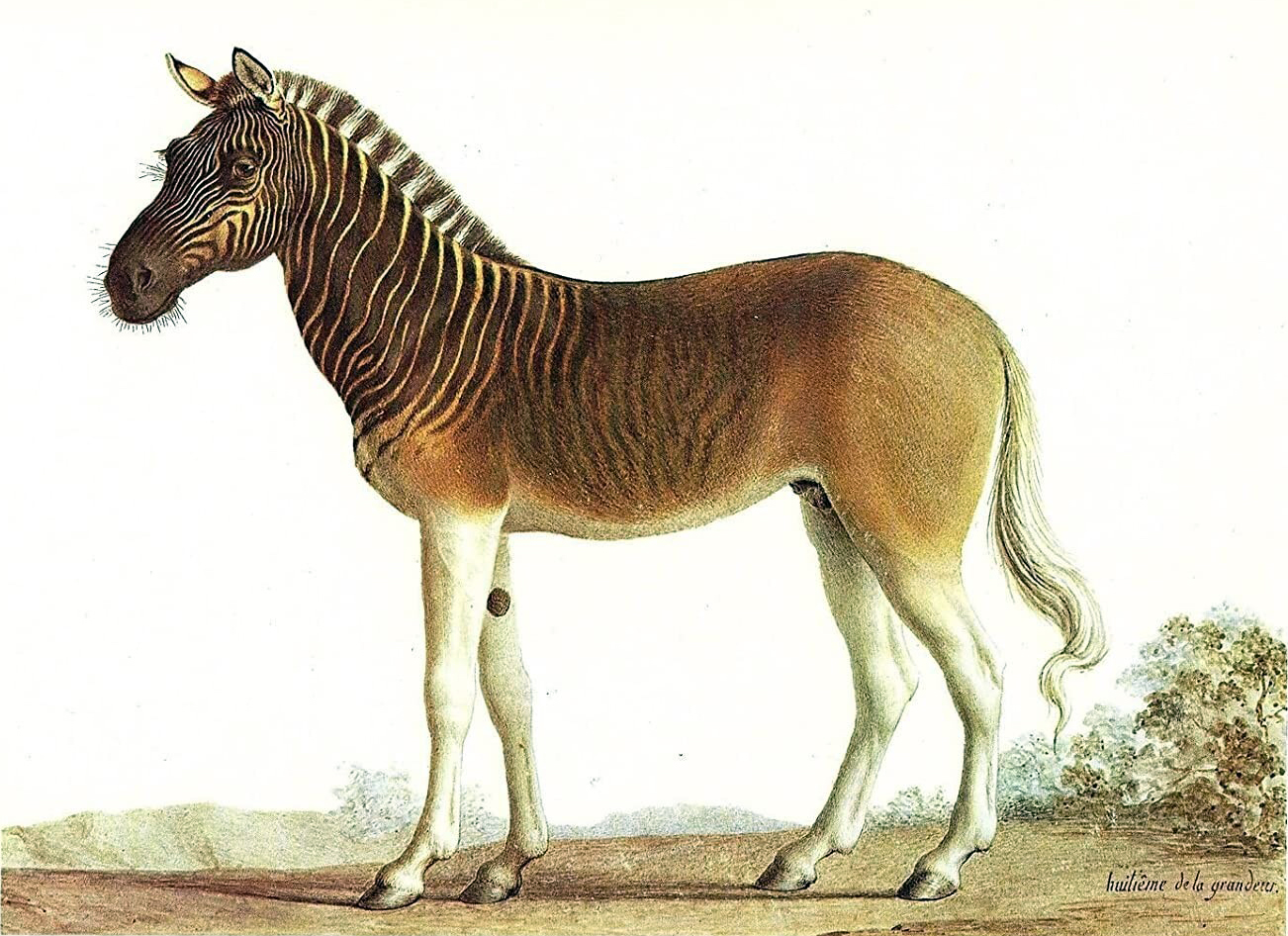
Un Quagga (Equus quagga quagga).

Sparrman reste, lui, au Cap où il exerce à nouveau la médecine afin de financer sa propre expédition en Afrique du Sud. En compagnie de Daniel Immelmann (1756-1800), il entreprend en juillet 1775 une expédition de huit mois dans l'intérieur des terres où il s'intéresse notamment aux mammifères,. Ce voyage le conduit à Caledon, à Mossel Bay, dans le désert du Petit Karoo et finalement dans la baie d'Algoa. Il publiera, entre 1777 et 1780, les descriptions de dix mammifères dans les Actes de l'Académie, dont celles, inédites jusque-là, du Buffle d'Afrique (Syncerus caffer) et du Bushbuck du Cap (Tragelaphus sylvaticus),. Les travaux de Sparrman seront très utiles à des zoologues tels que Georges-Louis Leclerc de Buffon, Thomas Pennant ou Jean-Nicolas-Sébastien Allamand et il est considéré comme l'un des zoologues les plus observateurs et les plus performants de son temps,. Il s'intéresse tant à l'anatomie qu'au comportement des mammifères qu'il étudie. Sparrman n'hésite pas à critiquer ses confrères, notamment Allamand, pour l'inexactitude de leurs descriptions. Il ramène également en Suède un jeune quagga et un hippotrague bleu, deux espèces aujourd'hui éteintes et procède à la première dissection d'un rhinocéros. Ils se trouvent désormais tous deux au Musée d'histoire naturelle de Stockholm. Sparrman a par ailleurs excavé, dans la province du Cap-Oriental, un monticule de pierres, ce qui constituerait la première activité archéologique sur sol sud-africain.
Pendant son séjour au Cap, Sparrman commence également une collection d'insectes et découvre environ 60 nouvelles espèces de charançons. Ses découvertes en matière de botanique sont plus modestes, Thunberg ayant déjà largement exploré la région, et Sparrman ne peut décrire que trois nouvelles espèces (Ekebergia capensis, dont le nom latin fait d'ailleurs référence à Carl Gustaf Ekeberg, capitaine du navire sur lequel il s'est rendu en Chine, Paranomus sceptrum-gustavianus (nl), baptisée ainsi en l'honneur du roi Gustave III, et Sarcophyte sanguinea (sv)). C'est également pendant qu'il vit en Afrique du Sud que Sparrman se voit décerner, en 1775, le titre de docteur en médecine honoris causa par l'Université d'Uppsala.

### Retour en Suède
En juillet 1776, Anders Sparrman retourne en Europe à bord du Stockholms Slott et se rend d'abord quelques mois à Londres,. Il y consulte des collections afin de déterminer et décrire certaines des espèces trouvées en Afrique, et rejoint les Forster pour classer les collections rassemblées pendant le voyage avec James Cook. Il emporte en Europe les collections qui n'ont pas déjà été envoyées en Suède après le voyage avec James Cook,. Si Sparrman a fait progressivement don d'une grande partie de ses collections à l'Académie royale des sciences de Suède, il en a également vendu certaines, par exemple sa collection d'insectes en 1815 à Gustav von Paykull. Les collections naturalistes de Sparrman font désormais partie du fonds du Musée suédois d'histoire naturelle, tandis que ses collections ethnographiques sont au Musée ethnographique de Stockholm. 

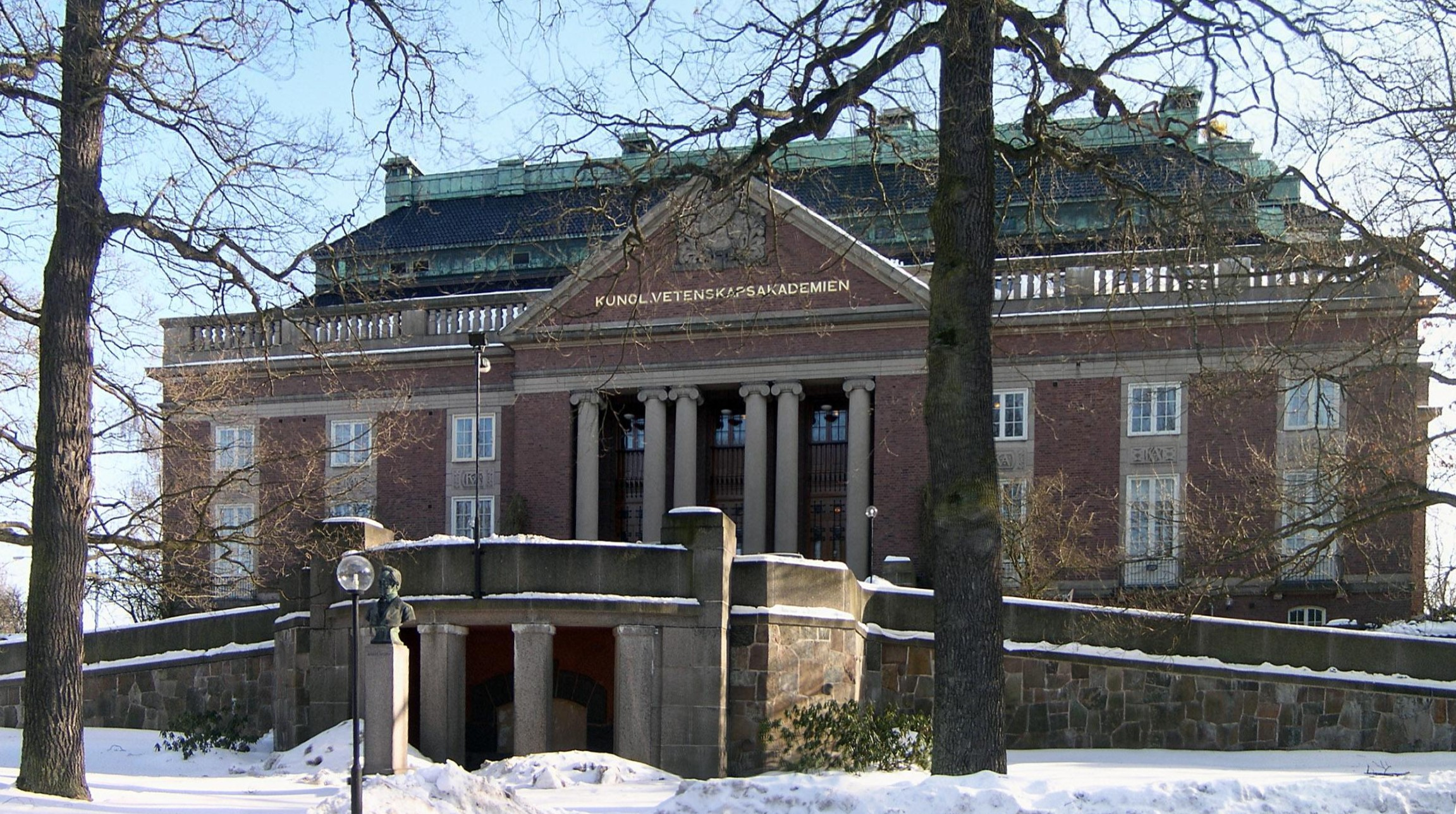
Bâtiment principal de l'Académie royale des sciences de Suède.

Lorsqu'il arrive en Suède, en août 1776, il séjourne d'abord chez l'entomologiste Charles de Geer. En février 1777, il est nommé membre de l'Académie royale des sciences de Suède de Stockholm,,. Il en sera le président à deux reprises, en 1778 et en 1785. Lors de son accession à la présidence en 1778, il présente les découvertes qu'il a faites pendant son voyage avec James Cook. Il y parle notamment du Lin de Nouvelle-Zélande, plante utile qui pourrait selon lui être facilement acclimatée en Suède, ainsi que de diverses plantes qu'il a vues en Terre de Feu et dont il pense qu'elles existent également en Laponie. S'il s'avérera par la suite que ce n'est pas le cas, elles n'en restent pas moins apparentées et il est ainsi le premier scientifique à évoquer la question de la bipolarité, c'est-à-dire le fait que certains genres biologiques sont présents tant en Arctique qu'en Antarctique. 
En 1777 ou 1780, il obtient la responsabilité des collections d'histoire naturelle de l'Académie, dont ses propres collections botaniques et zoologiques constituent d'ailleurs une part importante. Son titre exact et son niveau de rémunération a varié à plusieurs reprises pendant cette période. Nombre de ses contemporains pensent qu'il n'est pas fait pour ce poste et se plaignent régulièrement de la manière dont il accomplit ses tâches. L'Académie lui donne à plusieurs reprises des instructions plus précises, mais la situation ne s'améliore pas notablement. Il semble que Sparrman lui-même n'a pas une passion particulière pour les travaux de classification et de description scientifique, activités qui constituent le cœur de ses fonctions. S'il conserve son poste jusqu'en 1798, il semble que son départ est tout de même dû au mécontentement de l'Académie quant à son travail,. La rupture n'a toutefois pas été complète puisqu'il continue à assister aux séances de l'Académie jusque dans les années 1810. 
Il occupe ensuite la chaire d'histoire naturelle et de pharmacologie en 1781, de professeur d'histoire naturelle et de pharmacie à Stockholm de 1790 à 1803, puis d'assesseur au Collegium Medicum de 1803 à 1814,. En 1790, alors qu'il est envoyé à Karlskrona comme médecin pour aider à lutter contre une épidémie, il y découvre un Crapaud vert (Buffo viridis). Sa description, parue cinq ans plus tard, est la première attestant de la présence de cette espèce en Suède. Durant la dernière partie de sa vie, de 1814 à 1820, il est médecin des pauvres du quartier de Klara à Stockholm,. Il meurt le 9 août 1820 dans cette ville. Son lieu d'inhumation est inconnu. 
Les quelques années qui suivent son retour en Suède après son séjour au Cap sont considérées comme celles où sa renommée atteint son apogée et ses publications scientifiques sont les plus nombreuses. L'enthousiasme de Sparrman comme celui du public pour ses travaux semblent alors diminuer rapidement. Les trois dernières décennies de sa vie sont considérées comme étant plutôt malheureuses d'un point de vue personnel et médiocres d'un point de vue scientifique. Il publie toutefois la dernière partie de son récit de voyage entre 1802 et 1818, ainsi que des travaux sur l'ornithologie suédoise de 1805 à 1816.

### Expédition en Afrique de l'Ouest et combat abolitionniste
D'octobre 1787 à janvier 1788, Anders Sparrman participe avec Carl Bernhard Wadström et Carl Axel Arrhenius à une expédition en Afrique de l'Ouest réalisée à l'initiative du roi de Suède Gustave III. Si elle vise officiellement à faire des découvertes dans les domaines des sciences naturelles et de l'Histoire, des ambitions coloniales font aussi partie des motivations du souverain,. L'expédition scientifique à proprement parler est rapidement interrompue alors qu'il se trouve dans l'actuel Sénégal. Sparrman et Wadström sont alors témoins de divers aspects de la traite transatlantique. Ils ont en effet l'occasion de discuter avec des officiels français, des marchands d'esclaves, des rois africains ainsi que de visiter la Maison des Esclaves sur l'île de Gorée. Ils rentrent en Suède en passant par la France et l'Angleterre.

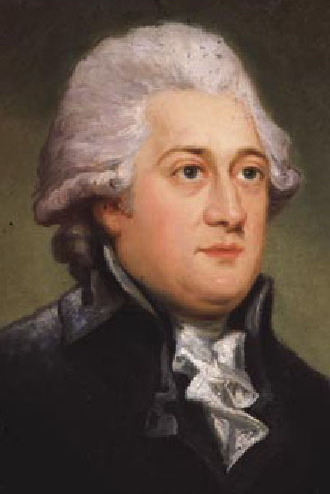
Thomas Clarkson.

À Londres, ils font la connaissance de Thomas Clarkson, l'un des plus fervents abolitionnistes. Clarkson leur demande de témoigner devant la Commission du Commerce ainsi que, dans le cas de Wadström, devant une commission de la Chambre des Communes britannique. Les arguments antiesclavagistes des deux Suédois seront par ailleurs repris par William Wilberforce pendant les débats parlementaires. Le fait qu'ils n'ont aucun intérêt personnel dans la discussion et leur autorité scientifique contribueront à donner du poids à leurs témoignages. Ils contribueront ainsi au mouvement pour l'abolition de l'esclavage. L'abolitionnisme de Sparrman est plus ancien que son voyage en Afrique de l'Ouest. En effet, dans le récit de son voyage en Afrique du Sud, il avait déjà fait part de son opposition à l'esclavage qu'il juge non civilisé, non chrétien et non rationnel du point de vue économique,. 
Cela ne signifie pas pour autant qu'il considère que toutes les sociétés sont également développées ou qu'il s'oppose à la colonisation, mais cette dernière doit servir à abolir l'esclavage et pas à le renforcer. Ce point de vue ne fait toutefois pas l'unanimité parmi les membres de l'expédition, certains souhaitant inscrire une éventuelle future colonie dans le cadre du commerce triangulaire.

## Publications

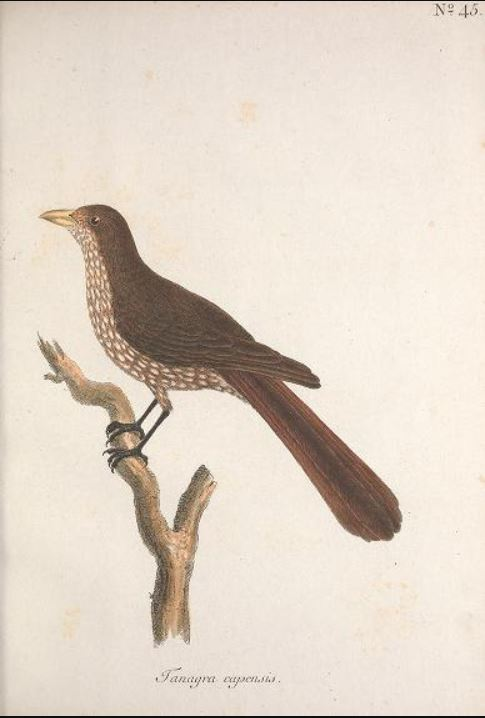
Illustration du Museum Carlsonianum.

Les publications de Sparrman sont nombreuses. La plus célèbre est son récit de voyage en Afrique du Sud et autour du monde avec James Cook, publié en français en 1787 sous le titre d’Un Voyage au Cap de Bonne-Espérance, au cercle polaire austral et autour du monde, ainsi que dans les pays des Hottentos et des Cafres et, en 1789, en anglais sous celui d’A voyage to the Cape of Good Hope, towards the Antarctic polar circle, and round the world: But chiefly into the country of the Hottentots and Caffres, from the year 1772 to 1776. 
Il a également fait paraître un Catalogue of the Museum Carlsonianum (1786-1789) en quatre volumes où il décrit vingt espèces oiseaux rapportés de ses voyages, dont douze de son expédition avec James Cook, et se trouvant au moment de l'écriture en possession du secrétaire d'État aux expéditions de guerre Gustaf von Carlson, ainsi que de nombreux autres oiseaux figurant dans les collections de ce dernier,. Parmi les oiseaux que Sparrman a ramené de ses expéditions figurent notamment une Ouette marine (Chloephaga hybrida) ramenée d'Amérique du Sud et un Cormoran moucheté (Phalacrocorax punctatus) provenant de Nouvelle-Zélande. Les illustrations sont réalisées par Jonas Carl Linnerhielm, un artiste reconnu pour ses peintures de paysages. Quelques années plus tard, en 1806, il publie un livre consacré à l'ornithologie suédoise en un volume,.

## Espèces décrites
Le Buffle d'Afrique (Syncerus caffer), l'Écureuil géant oriental (Ratufa bicolor), le Protèle (Proteles cristata), le Râle wéka (Gallirallus australis), l'Amazone à front blanc (Amazona albifrons), le Barbion à croupion rouge (Pogoniulus atroflavus), le Cormoran du Cap (Phalacrocorax capensis), le Grand Indicateur (Indicator indicator), le Méliphage carillonneur (Anthornis melanura), le Miro rubisole (Petroica australis), le Xénique grimpeur (Acanthisitta chloris), l'Organiste des Petites Antilles (Chlorophonia flavifrons).